# Phân cấp hành chính Hy Lạp
Đơn vị hành chính của nước Cộng hòa Hy Lạp có hai cấp hành chính địa phương chính thức. Cấp cao nhất là tỉnh (tiếng Hy Lạp: περιφέρειες hay periféries), cấp thứ hai là huyện (νομοί). Giữa hai cấp này có cấp liên huyện, và dưới cấp huyện còn một cấp nữa với mỗi đơn vị gồm ít nhất 1.500 nhân khẩu.

## Vùng hành chính

Mười ba tỉnh của Hy Lạp.

Cấp tỉnh của Hy Lạp có 13 đơn vị, trong đó có 9 trên đất liền và 4 trên các nhóm đảo. Ngoài ra còn một nhà nước có chủ quyền nằm trong Cộng hòa Hy Lạp cũng được xếp như một tỉnh.
1. Attiki, Αττική
2. Trung Hy Lạp, Δυτική Ελλάδα
3. Trung Macedonia, Δυτική Μακεδονία
4. Kríti, Κρήτη
5. Đông Macedonia và Thrace, Ανατολική Μακεδονία και Θράκη
6. Ípiros, Ήπειρος
7. Ionia, Ιόνια νησιά
8. Bắc Ai Gai, Βόρειο Αιγαίο
9. Peloponnesos, Πελοπόννησος
10. Nam Ai Gai, Νότιο Αιγαίο
11. Thessalía, Θεσσαλία
12. Tây Hy Lạp, Στερεά Ελλάδα
13. Tây Macedonia, Κεντρική Μακεδονία

## Huyện

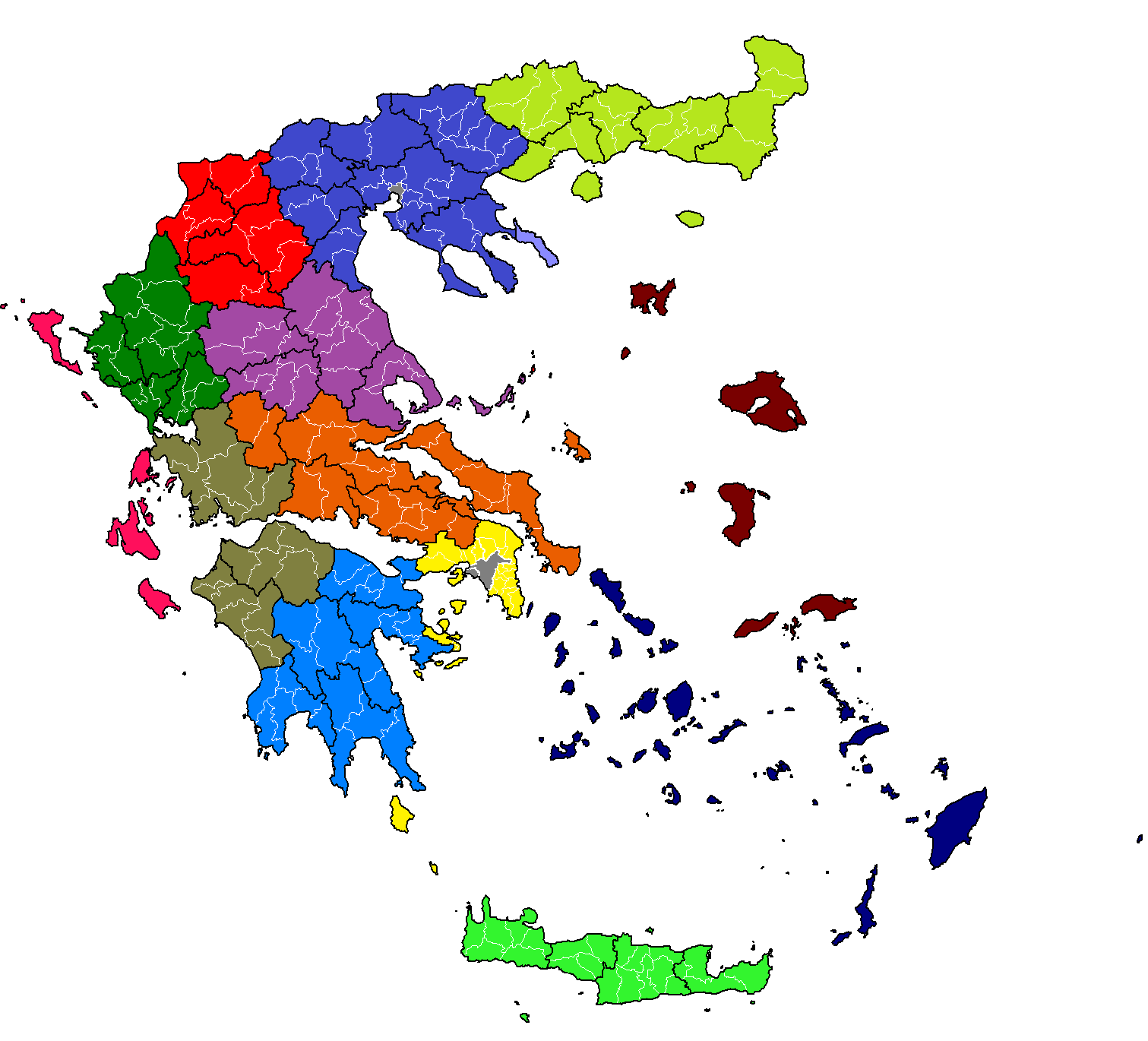
54 huyện của Hy Lạp.

Cấp huyện của Hy Lạp có 54 đơn vị.
| Khu hành chính           | Tỉnh                 | Số thứ tự |
| ------------------------ | -------------------- | --------- |
| Athens                   | Athens               |           |
| Núi Athos                | Núi Athos            |           |
| Attika                   | Attika               | 1         |
| Trung Hy Lạp             | Boeotia              | 2         |
| Trung Hy Lạp             | Euboea               | 3         |
| Trung Hy Lạp             | Evrytania            | 4         |
| Trung Hy Lạp             | Phocis               | 5         |
| Trung Hy Lạp             | Phthiotis            | 6         |
| Trung Macedonia          | Imathia              | 7         |
| Trung Macedonia          | Thessaloniki         | 8         |
| Trung Macedonia          | Kilkis               | 9         |
| Trung Macedonia          | Pella                | 10        |
| Trung Macedonia          | Pieria               | 11        |
| Trung Macedonia          | Serres               | 12        |
| Trung Macedonia          | Chalkidiki           | 13        |
| Crete                    | Chania               | 14        |
| Crete                    | Heraklion            | 15        |
| Crete                    | Lasithi              | 16        |
| Crete                    | Rethymno             | 17        |
| Đông Macedonia và Thrace | Drama                | 18        |
| Đông Macedonia và Thrace | Evros                | 19        |
| Đông Macedonia và Thrace | Thasos               | 20        |
| Đông Macedonia và Thrace | Kavala               | 21        |
| Đông Macedonia và Thrace | Xanthi               | 22        |
| Đông Macedonia và Thrace | Rhodope              | 23        |
| Epirus                   | Arta                 | 24        |
| Epirus                   | Ioannina             | 25        |
| Epirus                   | Preveza              | 26        |
| Epirus                   | Thesprotia           | 27        |
| Ionia                    | Corfu                | 28        |
| Ionia                    | Cephalonia và Ithaca | 29        |
| Ionia                    | Lefkada              | 30        |
| Ionia                    | Zakynthos            | 31        |
| Ionia                    | Chios                | 32        |
| Bắc Aegea                | Ikaria               | 33        |
| Bắc Aegea                | Lesbos               | 34        |
| Bắc Aegea                | Samos                | 35        |
| Peloponnesos             | Arcadia              | 36        |
| Peloponnesos             | Argolis              | 37        |
| Peloponnesos             | Corinth              | 38        |
| Peloponnesos             | Laconia              | 39        |
| Peloponnesos             | Messenia             | 40        |
| Nam Aegea                | Cyclades             | 41        |
| Nam Aegea                | Dodecanese           | 42        |
| Thessaly                 | Karditsa             | 43        |
| Thessaly                 | Larissa              | 44        |
| Thessaly                 | Magnesia             | 45        |
| Thessaly                 | Sporades             | 46        |
| Thessaly                 | Trikala              | 47        |
| Tây Hy Lạp               | Achaea               | 48        |
| Tây Hy Lạp               | Aitoloakarnanía      | 49        |
| Tây Hy Lạp               | Elis                 | 50        |
| Tây Macedonia            | Florina              | 51        |
| Tây Macedonia            | Grevena              | 52        |
| Tây Macedonia            | Kastoria             | 53        |
| Tây Macedonia            | Kozani               | 54        |